# Les Charbonniers de l’Enfer
Les Charbonniers de l'enfer („Die Kohlenhändler der Hölle“) ist eine A-cappella-Folkband aus Québec in Kanada.
Die Band existiert seit 1993 und gilt als erste Gruppe Québecs, die sich auf das unbegleitete Singen der traditionellen Musik spezialisiert hat. Die Musiker selbst gehören der regionalen Folkmusikszene bereits seit mehr als 30 Jahren an. Die instrumentale Begleitung beschränkt sich auf die Maultrommel und das Foot Tapping. Die Musiker arbeiten auch in anderen Projekten und die Auftritte der Charbonniers sind vergleichsweise selten. Unter anderem sind auch zwei ehemalige Mitglieder von La Bottine Souriante (Michel Bordeleau und André Marchand) mit dabei.
Die Gesangstexte entstammen der folkloristischen Tradition und behandeln die Probleme von Liebe, Ehe und Religion.
2003 und 2006 gewann die Gruppe den Félix Award der ADISQ (Association québécoise de l'industrie du disque) für das beste traditionelle Album des Jahres.

## Diskografie
- 1996: Chansons a capella
- 2002: Wô
- 2005: Les Charbonniers de l'enfer en personne
- 2007: À la grâce de Dieu
- 2008: La Traversée Miraculeuse
- 2010: Nouvelles Fréquentations
- 2017: 25 ans de grande noirceur[3]